# Frank Miller
Pour les articles homonymes, voir Frank Miller (homonymie) et Miller.
Frank Miller, né le 27 janvier 1957 à Olney dans le Maryland, est un auteur de bandes dessinées américain, également scénariste de films et réalisateur. Connu pour ses histoires de bandes dessinées comme Ronin, Batman: Dark Knight, Daredevil: Born Again, Batman : Année Une, Sin City et 300. Quand il devient scénariste de la série Daredevil, il crée l'organisation criminelle la Main et le personnage d'Elektra Natchios. Au cinéma, il a écrit les scénarios des films RoboCop 2 et RoboCop 3. Il a réalisé l'adaptation de la bande dessinée The Spirit, d'après l’œuvre de Will Eisner. Il a adapté certaines de ses œuvres, il a produit 300 et 300 : La Naissance d'un Empire et il a co-réalisé Sin City et Sin City : J'ai tué pour elle.

## Biographie

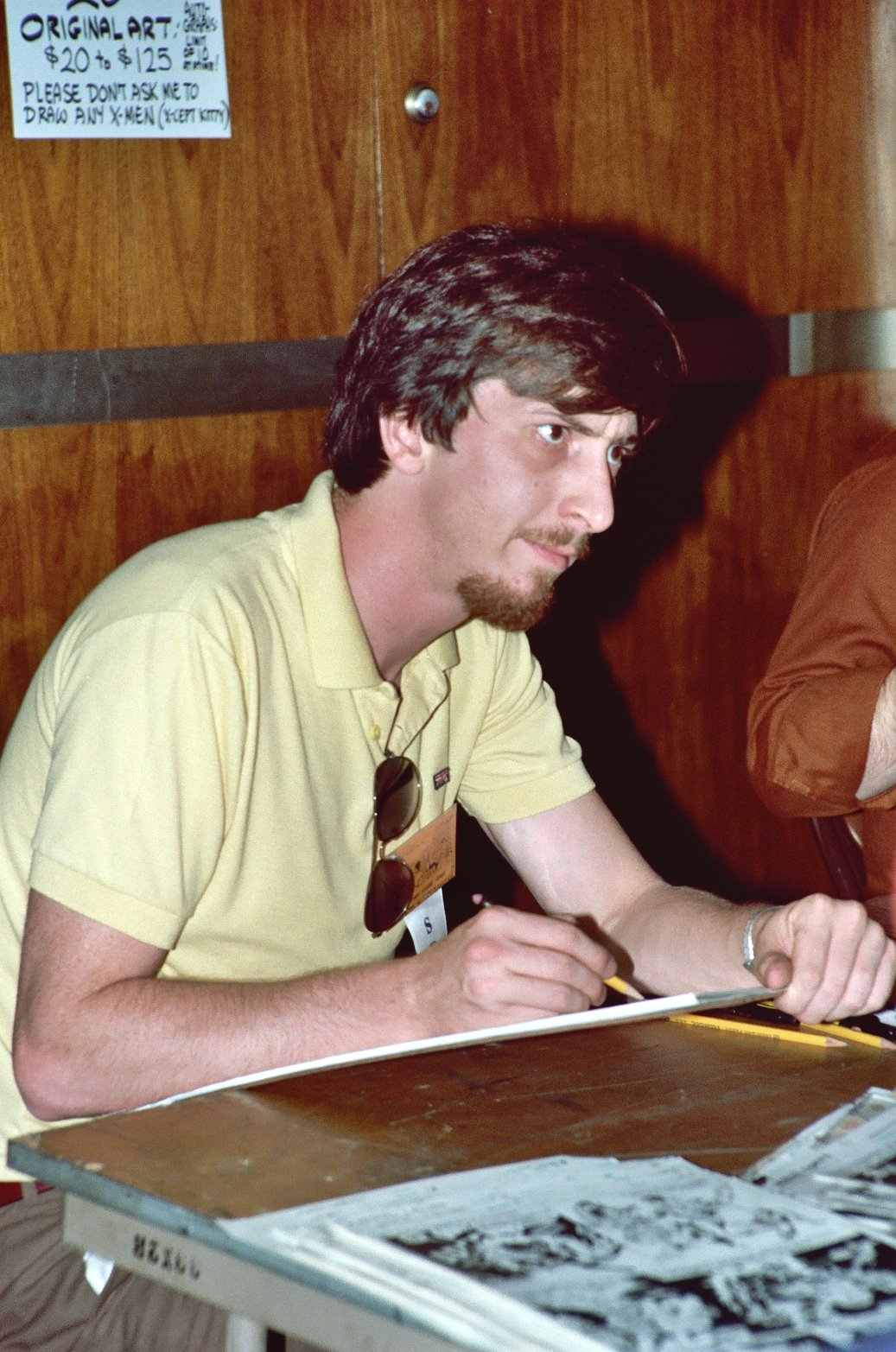
Frank Miller au San Diego Comic Con en 1982.
(photographie d'Alan Light).

Frank Miller naît le 27 janvier 1957 à Olney dans le Maryland mais grandit à Montpelier, dans le Vermont.cinquième de sept enfants d'une mère infirmière et d'un père charpentier/électricien. Sa famille était catholique irlandaise.  Il commence sa carrière dans les comics en septembre 1978 en dessinant le numéro 84 du comics The Twilight Zone adaptation en bande dessinée de la série télévisée homonyme, pour l'éditeur Gold Key. Il travaille ensuite sur des comics de guerre chez DC Comics (Weird War Tales 64 et 68, The Unknown Soldier 219) puis passe chez Marvel Comics où il réalise de nombreux comics (Warlord of Mars 18, Spectacular Spider-Man 27 et 28, plusieurs Marvel Team-Up, etc.). Il est bientôt nommé dessinateur de Daredevil, série dont il ne tarde pas à devenir aussi le scénariste. Le passage de Miller sur Daredevil est salué par le public et par la critique. Il crée le personnage d'Elektra et met en place de nombreux éléments dans l'univers de l'homme sans peur que l'on peut retrouver, entre autres, dans le film de 2003. L'époque Miller de « Daredevil » dure le temps de 42 épisodes qui redéfinissent radicalement non seulement le personnage mais l'ensemble de la production des comics des années 1980. Le summum est atteint par le cycle « Renaissance » (Born Again) écrit par Miller et dessiné par David Mazzucchelli en 1985.
Frank Miller scénarise et dessine en 1986 Batman: Dark Knight (The Dark Knight Returns), une histoire glauque de Batman située dans un futur proche. Il y met en scène un Batman violent et extrémiste et met à mal le mythe du justicier détective. Miller réalise plus tard une suite de cette œuvre, Batman: The Dark Knight Strikes Again (ou DK2).
En plus de travailler sur les personnages des grandes compagnies de comics, Miller créé ses propres séries : les séries de science-fiction Ronin (éditée par DC), Martha Washington avec Dave Gibbons, Big Guy And Rusty The Boy Robot et Hard Boiled avec Geoff Darrow, les séries de l'univers roman noir de Sin City ou la série historique 300 (tous édités par Dark Horse).
Frank Miller a aussi écrit quelques scénarios pour le cinéma, en particulier ceux de RoboCop 2 et RoboCop 3. Il a coréalisé avec Robert Rodríguez l'adaptation au grand écran de Sin City en 2005, ainsi que sa suite Sin City : J'ai tué pour elle en 2014. Il prépare actuellement la troisième adaptation de la série, celle-ci devrait sortir d'ici 2017.
En 2005, il lance sous le nouveau label All-Star de DC, la série All-Star Batman and Robin The Boy Wonder, dessinée par Jim Lee, mettant en scène la formation de Robin par Batman. Bien que située en dehors de la continuité officielle du personnage, elle s'intègre selon ses propres dires dans le cadre des aventures de Batman qu'il a écrites, à la suite de Batman : Année Une, un arc de la série Batman (#404-407, 1987) illustré par David Mazzucchelli traitant des débuts de Batman.
En 2007, grâce à l'énorme succès des deux films adaptés de son œuvre Sin City et de 300, il se lance dans l'adaptation de la bande dessinée Le Spirit de Will Eisner. Le film, The Spirit, avec Gabriel Macht dans le rôle du justicier du même nom, est sorti au cinéma à la fin de 2008.
En 2010, il réalise la publicité du parfum Gucci Guilty pour Gucci avec Evan Rachel Wood et Chris Evans.

### L'art de Frank Miller
On explique souvent le choc que représente le travail de Frank Miller sur Daredevil par la maturité du scénario. Il est vrai qu'avec Miller, Daredevil change d'univers. Son histoire avec la Veuve Noire, qui fut l'un des points culminants de ses aventures dans les années soixante-dix n'en finissait plus de s'étirer, et l'arrivée de personnages nouveaux est de ce point de vue une vraie bouffée d'air pur.
Mais les qualités graphiques de Miller vont aussi avoir une importance considérable dans ce succès. Très rapidement, le trait perd la lourdeur d'à peu près tous les comics de l'époque. Le cadrage et la mise en scène des corps sont en rupture de façon plus marquante encore. Ce renouveau graphique est en partie l'effet de l'influence que le manga a exercé sur Miller. Le découpage, qui confère aux mouvements une lisibilité inconnue, ou les angles de vue sont marqués par cet héritage du manga. De manière évidente, l'introduction d'un grand nombre d'éléments japonisants (la secte ninja « la Main », les saïs d'Electra, etc.) montre l'attachement que Miller éprouve pour la culture japonaise. La série Kozure okami de Kazuo Koike et Goseki Kojima a tout particulièrement marqué Miller, dont le Ronin peut être vu en partie comme un hommage. Il contribuera fortement à sa publication aux États-Unis sous le nom de Lone Wolf & Cub (il a d'ailleurs dessiné les couvertures de l'édition américaine, reprises dans la première édition française).
La série Sin City prouve de manière éclatante la qualité graphique du travail de Miller. Entièrement réalisé en noir et blanc mais en négatif (à l'exception de l'utilisation occasionnelle du jaune, du bleu et du rouge, chacun dans un volume différent), Sin City est d'une ambition formelle extraordinaire. La série est récompensée par 4 Will Eisner Award et Frank Miller reçoit pour le premier, en 1993, le prix du « Meilleur dessinateur/encreur pour une publication en noir et blanc », ainsi que celui du « Meilleur scénariste/dessinateur ».

### Prises de position politiques
Frank Miller n'a jamais fait mystère de sa fascination pour les armes à feu et de son obsession de la violence et de la sécurité. De nombreux lecteurs américains ont vu dans 300 une œuvre raciste, où les Perses sont représentés comme des opportunistes sans civilisation, dénués de sens de l'honneur et de talent. Le film a suscité les mêmes polémiques.

Le 9 mars 2006, Frank Miller fait part de son soutien à la politique menée par les néo-conservateurs sur la radio américaine NPR (National Public Radio). Le site néo-conservateur Little Green Football fournit un enregistrement de son intervention et sa retranscription est donnée sur The Atlasphere.
Sur la question de la Guerre en Irak, il déclare :

« La plupart du temps j'entends les gens demander : « Pourquoi avons-nous attaqué l'Irak ? », par exemple. Eh bien, nous nous en prenons à une idéologie. Personne ne demande pourquoi, après Pearl Harbor, nous avons attaqué l'Allemagne nazie. C'était parce que nous étions confrontés à une forme de fascisme global : nous faisons la même chose aujourd'hui. »

De son point de vue, l'Amérique manque de fermeté face à un ennemi qu'il ne nomme pas : 

« Il me semble évident que notre pays et tout le monde occidental sont en conflit avec un ennemi qui sait parfaitement ce qu'il veut — et nous nous comportons comme un empire qui s'effondre. Les cultures puissantes ne sont presque jamais conquises, elles s'effritent de l'intérieur. Et franchement je pense que beaucoup d'Américains se comportent comme des enfants gâtés […]. »

À propos du camp adverse, Miller dit :

« Pour une raison que j'ignore, personne ne parle de ceux que nous combattons et de cette barbarie du VIe siècle qu'ils représentent en réalité. Ces gens-là décapitent. Ils soumettent leurs femmes à l'esclavage et infligent des mutilations sexuelles à leurs filles. Leur comportement n'obéit à aucune norme culturelle compréhensible. Je suis en train de parler dans un micro qui n'aurait jamais pu être le produit de leur culture, et je vis dans une ville où 3 000 de mes voisins ont été tués par des gens qui avaient volé des avions qu'ils n'auraient jamais pu construire. »

Dans une note de blog publiée le 7 novembre 2011 et intitulée « Anarchie », il qualifie le mouvement de contestation pacifique Occupy Wall Street de « troupeau de rustres, voleurs, et violeurs » (« pack of louts, thieves, and rapists ») et s'insurge contre ceux qui tentent, de l'intérieur, de déstabiliser les États-Unis alors que pèse la lourde menace d'Al-Qaïda et de l'islamisme :
« And this enemy of mine — not of yours, apparently - must be getting a dark chuckle, if not an outright horselaugh - out of your vain, childish, self-destructive spectacle. »
« Cet ennemi, qui est le mien mais apparemment pas le vôtre, doit ricaner, si ce n'est pas éclater de rire, en regardant votre spectacle vain, puéril et suicidaire »
Il conseille aux membres d'Occupy Wall Street de « rentrer dans la cave de Maman jouer avec vos Lords of Warcraft » (« Go back to your mommas’ basements and play with your Lords Of Warcraft [sic]. ») ou de s'engager dans l'armée pour y faire office de chair à canon, bien que, ajoute-t-il, « [les militaires] ne vous laisseront sûrement pas garder vos iPhones, les bébés. » (« They might not let you babies keep your iPhones, though. »)
Certains grands noms du monde des comics, comme Mark Millar, ont publiquement dénoncé ses propos. Cependant, l'auteur de Ultimates et Civil War a également appelé
« […] à ne pas le boycotter, pas plus que H. P. Lovecraft, Steve Ditko, David Mamet ou n'importe quel autre écrivain qui ne partagerait pas ma philosophie personnelle, mais dont je suis heureux d'avoir les œuvres sur mes étagères. »
Alan Moore, auteur de V pour Vendetta, s'est montré moins compréhensif : « Je suis sûr que si Occupy Wall Street était un groupe de jeunes justiciers sociopathes le visage grimé en Batman, il y aurait été plus favorable. », a-t-il déclaré, avant de s'en prendre à l'idéologie présente dans l'œuvre de Frank Miller. « J'ai trouvé que Sin City était d'une irréductible misogynie, que 300 était largement anhistorique, homophobe et parfaitement erroné. Je pense qu'il y a une sensibilité très déplaisante qui se dégage de l'œuvre de Frank Miller depuis assez longtemps. »

## Publications

### Dessin
- Bizarre Adventures
- Captain America
- Heroes For Hope
- John Carter Warlord of Mars
- Marvel Spotlight
- Marvel Team-Up
- Marvel Two In One
- Ms Tree's Thrilling Detective Adventures
- The Official Handbook of the Marvel Universe
- Orion
- Peter Parker, The Spectacular Spider Man
- The Sensational Spider-Man
- Spider-Man and Daredevil
- Complete Frank Miller Spider-Man
- Spirit Magazine Takes you to Spirit Jam
- Weird War Tales
- What if
- The Twilight Zone

### Scénario et dessin
- 300
- Aargh
- Batman: Dark Knight (The Dark Knight Returns)
- Batman : Dark Knight, la relève
- Complete Frank Miller Batman
- Daredevil
- Daredevil Visionaries
- Dark Horse Presents
- A Decade of Dark Horse
- Elektra Lives Again *
- Elektra Saga *
- Happy Endings
- Just Another Saturday Night
- Ronin

Sin City
1. Sin City (The Hard Goodbye)
2. J'ai tué pour elle (A Dame to Kill for)
3. Le Grand Carnage (The Big Fat Kill)
4. Cet Enfant de salaud (That Yellow Bastard)
5. Valeurs familiales (Family Values)
6. Des filles et des flingues (Booze, Broads & Bullets)
7. L'Enfer en retour (Hell and Back)

- Sin City : Just Another Saturday Night
- Sin City : Silent Night
- Sin City : The Babe Wore Red and other stories
- Tales to Offend
- Terreur Sainte (Holy Terror en V.O.)
- Xerxès : La Chute de l'empire de Darius et l'Ascension d'Alexandre

### Scénario
- Bad Boy (dessin de Simon Bisley, édité par Oni Press)[8]
- Batman : Année Une (dessin de David Mazzucchelli, édité par DC Comics)
- All-Star Batman and Robin, the Boy Wonder (dessin de Jim Lee, DC, 2005)
- Big Guy and Rusty the Boy Robot (dessin de Geoff Darrow, édité par Dark Horse)
- Daredevil : The Man Without Fear (dessin de John Romita Jr, édité par Marvel)
- Elektra assassin (dessin de Bill Sienkiewicz, édité par Marvel / Epic)[9]
- Hard Boiled (dessin de Geoff Darrow, édité par Dark Horse)
- Histoires mettant en scène Martha Washington (dessin de Dave Gibbons, édité par Dark Horse) :

1. Le Rêve américain (Give Me Liberty), 1990
2. Martha Washington Goes To War, 1994
3. Happy Birthday Martha Washington, 1995
4. Martha Washington Stranded in Space, 1995
5. Martha Washington Saves The World, 1997
6. Martha Washington Dies, 2007

- Frank Miller's RoboCop (d'après son scénario, dessin de Juan Jose Ryp, édité par Avatar)
- Robocop : Delta City (le scénario original de RoboCop 2 et RoboCop 3 en comics)
- RoboCop versus The Terminator (dessin de Walt Simonson, édité par Dark Horse)
- Spawn (dessin de Todd McFarlane, édité par TMP)
- Spawn/Batman (dessin de Todd McFarlane, édité par TMP)

### Couvertures
- Adventures of Superboy
- Amazing Heroes
- Anything Goes
- Archer and Armstrong
- Batman : Black and White
- The Batman Gallery
- Batman and The Outsiders
- The Cat
- Christmas With The Super-Heroes
- Comics Feature (à ne pas confondre avec Feature Magazine)
- Comics Journal
- Daredevil : The Marvel Comics Index
- The Daredevil Chronicles
- DC Spotlight
- Death Rattle
- Destroyer Duck
- Doctor Strange
- Eternal Warrior (Valiant Comics)
- Fanboy
- Fantastic Four
- Feature (à ne pas confondre avec Comics Feature Magazine)
- Free Speeches
- Frank Miller Sketchbook
- GI Joe
- Great Comic Artist File : Frank Miller, A Work in Progress
- Harbinger
- Heavy Metal
- Hero Illustrated
- Heroes
- Images of Omaha
- The Incredible Hulk
- The Jack Kirby Collector
- Kane
- Lone Wolf and Cub (couvertures de l'édition américaine reprises dans l'édition française)
- Machine Man
- Madman
- Magnus Robot Fighter
- Marvel Cover Collection Portfolio
- Marvel Fanfare
- Marvel Premiere
- Marvel Super-Heroes
- 'Mazing Man
- Medal of Honor
- Mefisto In Onyx
- The Micronauts
- Mickey Spillane's Mike Danger
- Monkeyman and O'Brien
- Moon Knight
- 9-11 Artists Respond (collectif)
- New Teen Titans
- Next Men
- Out of the Vortex
- Overstreet's Fan (interview)
- Pretty Girl Sketchbook
- Power Man and Iron Fist
- Prophet
- RAI
- ROM
- San Diego Comic Con
- Satan's Six
- Savage Dragon
- The Sensational She-Hulk
- Shadowman
- Solar, Man of the Atom
- Spider-Woman
- The Spirit
- StarSlammers
- Star Trek
- Supergirl
- The Superman Gallery
- Superman and Batman : World's Finest
- Superman : The Secret Years
- Super Star Holiday Special
- Tomb of Dracula
- Unknown Soldier
- Unity
- Whiteout (couverture)
- Wizard
- Wolverine
- Wonder Woman
- X-Men
- X-O Manowar

## Filmographie

### Comme scénariste
N.B. : Sont cités ici également les films adaptés d'une œuvre de Frank Miller où il n'est pas forcément scénariste.
- 1990 : RoboCop 2 d'Irvin Kershner (coécrit et largement remanié par Walon Green)
- 1993 : RoboCop 3 de Fred Dekker (coécrit avec Fred Dekker)
- 1998 : Batman (The New Batman Adventures) (série animée) - Saison 2, épisode 7 (adapté de son œuvre Batman: Dark Knight)
- 2005 : Elektra de Rob Bowman (d'après certains de ses personnages)
- 2005 : Sin City de Robert Rodriguez et Frank Miller
- 2008 : The Spirit de Frank Miller
- 2011 : Batman: Year One de Sam Liu et Lauren Montgomery (adaptation de sa bande dessinée)
- 2012 : Batman, The Dark Knight Returns 1re partie de Jay Oliva (adaptation de sa bande dessinée)
- 2013 : Batman, The Dark Knight Returns 2e partie de Jay Oliva (adaptation de sa bande dessinée)
- 2014 : Sin City : J'ai tué pour elle (Sin City: A Dame to Kill For) de Robert Rodriguez et Frank Miller

### Comme réalisateur
- 2005 : Sin City coréalisé avec Robert Rodriguez et avec une participation de Quentin Tarantino
- 2008 : The Spirit
- 2014 : Sin City : J'ai tué pour elle (Sin City: A Dame to Kill For) (avec Robert Rodriguez)

### Comme producteur
- 2005 : Sin City de Robert Rodriguez et Frank Miller
- 2007 : 300 de Zack Snyder (en tant que producteur exécutif)
- 2014 : 300 : La Naissance d'un Empire de Noam Murro (en tant que producteur exécutif)
- 2014 : Sin City : J'ai tué pour elle de Robert Rodriguez et Frank Miller

### Comme acteur
- 1989 : Heure Limite (Curfew) de Gary Winick : Walter Davenport
- 1990 : RoboCop 2 d'Irvin Kershner : Frank, le chimiste (non crédité au générique)
- 2003 : Daredevil de Mark Steven Johnson : l'homme au stylo planté dans la tête
- 2005 : Sin City de Robert Rodriguez et lui-même : le prêtre tué par Marv
- 2008 : The Spirit de lui-même : Liebowitz
- 2014 : Sin City : J'ai tué pour elle de Robert Rodriguez et lui-même : Sam, un homme à la télévision

## Jeux vidéo
- 1992 : RoboCop 3 (d'après les personnages de Frank Miller)[10]
- 1993 : RoboCop versus The Terminator (d'après sa série de comic)[11]

## Récompenses
- 1981 : Prix Inkpot
- 1986 : Prix Kirby du meilleur épisode pour Daredevil no 227 (avec David Mazzucchelli) ; des meilleurs auteurs pour Daredevil (avec David Mazzucchelli)
- 1987 : 
  - Prix Kirby du meilleur épisode, du meilleur album et de la meilleure équipe artistique pour Batman: Dark Knight (avec Klaus Janson et Lynn Varley)
  -  Prix Haxtur de la meilleure histoire longue et du meilleur scénario pour Batman Dark Knight
- 1990 :  Prix Adamson du meilleur auteur international pour l'ensemble de son œuvre
- 1991 : Prix Eisner du meilleur album pour Elektra Lives Again (avec Lynn Varley) ; de la meilleure mini-série pour Give Me Liberty (avec Dave Gibbons) ; des meilleurs auteurs pour Hard Boiled (avec Geof Darrow)
- 1992 : Prix du comic book de la National Cartoonists Society
- 1993 : Prix Eisner du meilleur recueil pour Sin City ; du meilleur auteur pour Sin City et Dark Horse Presents ; du meilleur dessinateur/encreur pour une publication en noir et blanc pour Sin City et Dark Horse Presents
- 1995 : Prix Eisner de la meilleure histoire courte pour « The Babe Wore Red », dans Sin City : The Babe Wore Red and Other Stories ; de la meilleure mini-série pour Sin City : J'ai tué pour elle
- 1996 : 
  - Prix Eisner de la meilleure mini-série pour Sin City : Le Grand Carnage
  - Prix Harvey de la meilleure série pour Sin City
- 1998 : 
  - Prix Eisner du meilleur recueil pour Sin City : Cet enfant de salaud
  - Prix Harvey du meilleur album original pour Sin City : Valeurs familiales
  - Prix humanitaire Bob Clampett
- 1999 : Prix Eisner de la meilleure mini-série pour 300 (avec Lynn Varley) ; du meilleur auteur pour 300
- 1999 : Prix Harvey de la meilleure série pour 300 (avec Lynn Varley)
- 2015 : Temple de la renommée Will Eisner[12].

#### Interviews
- Vincent Julé et Frank Miller, « Frank Miller, invité du Comic Con Paris 2018 : “Le monde a besoin de super-héroïnes” », 20 minutes,‎ 26 octobre 2018 (lire en ligne)